# 大野久芳
大野 久芳（おおの ひさよし、1949年〈昭和24年〉2月27日 - ）は、日本の政治家。元富山県黒部市長（1期）。

## 来歴
富山県黒部市出身。1967年（昭和42年）3月、富山県立桜井高等学校卒業。衣料品小売店に就職。1991年（平成3年）2月、黒部市議会議員に初当選。1995年（平成7年）に再選。
1999年（平成11年）4月、富山県議会議員に初当選。県議時代は自由民主党に所属した。
2012年（平成24年）、副議長に就任。2016年（平成28年）、議長に就任。
2018年（平成30年）1月12日、任期満了に伴う黒部市長選挙に立候補する意向を表明した。市長選は大野のほか、元市議の川上浩、元市議の川本敏和が立候補。保守分裂の三つどもえの選挙となり、自民党黒部市連はいずれの候補者に対しても推薦を見送った。4月15日に行われた市長選で初当選を果たした。4月23日、市長就任。選挙の結果は以下のとおり。
※当日有権者数：34,654人 最終投票率：65.35%（前回比：＋18.91pts）
| 候補者名 | 年齢 | 所属党派 | 新旧別 | 得票数  | 得票率 | 推薦・支持 |
| -------- | ---- | -------- | ------ | ------- | ------ | ---------- |
| 大野久芳 | 69   | 無所属   | 新     | 9,480票 | 42.25% |            |
| 川上浩   | 62   | 無所属   | 新     | 8,409票 | 37.48% |            |
| 川本敏和 | 60   | 無所属   | 新     | 4,548票 | 20.27% |            |

2021年5月28日、新型コロナウイルスに感染していることが判明した。同日朝に陽性が判明した市の職員と接触していたため、昼に検査を受けて、夕方に陽性と判明した。感染判明時点では無症状であるため、今後は指定医療機関に入院しながら電話やメールで指示を出すという。なお、翌5月29日には、中等症になっていることが判明している。その後、6月8日に退院した。以降翌週前半まで自宅で療養しながら公務を継続する。
2022年4月22日に退任。2023年、旭日中綬章受章。